# Supercopa Sul-Americana
A Supercopa Sul-Americana, oficialmente Supercopa João Havelange, mas também conhecida por Supercopa dos Campeões da Libertadores ou Supercopa Libertadores, foi uma competição de futebol oficial da CONMEBOL, que reunia todos os campeões da Copa Libertadores da América.
Correspondia ao segundo torneio do continente, quando foi substituída pelas copas Mercosul e Merconorte, em 1998. Durante o período em que foi realizada, o campeão da competição disputava o título da Recopa Sul-Americana contra o campeão da Copa Libertadores no ano seguinte.
A CONMEBOL pretendia o retorno do torneio em 2020, que reuniria as 25 equipes que venceram a Copa Libertadores até 2019. O projeto não se concretizou.

## História
Disputada entre 1988 e 1997, a partir de 1998 foi substituída pelas copas Mercosul e Merconorte (que posteriormente seriam substituídas pela Copa Sul-Americana em 2002). Além da Copa Libertadores e da Supercopa, existia outra competição sul-americana, a Copa CONMEBOL.
O seu campeão jogava no ano seguinte a Recopa Sul-Americana, contra o campeão da Copa Libertadores, sendo que em 1993 coincidiu do mesmo time vencer ambas, o São Paulo. O time paulista enfrentou então o Botafogo, vencedor da Copa CONMEBOL de 1993.
Jogada por 13 times em sua primeira edição, em 1988, quatro times foram inclusos por se agregarem ao rol de campeões da Libertadores: Atlético Nacional (1989), Colo-Colo (1991), São Paulo (1992) e Vélez Sarsfield (1995). Os três primeiros entraram na Supercopa no mesmo ano, enquanto o time argentino, que venceu sua primeira Libertadores uma semana antes do início da Supercopa de 1994, estreou apenas no ano seguinte. Em 1997, o Vasco da Gama também foi adicionado, em função do seu título no Campeonato Sul-Americano de Campeões de 1948.
O seu critério classificatório permitia o abrigo de times no segundo nível nacional, como Grêmio e Estudiantes, os quais, já campeões do continente, vivenciaram rebaixamento nos anos 1990.
As sete primeiras edições, até 1994, foram feitas apenas em sistema eliminatório, sendo que de 1988 a 1991, antes de formar-se 16 participantes, alguns pulavam de fase, via sorteio. Em 1995 e 1996, teve-se um triangular, definido por sorteio, cujo líder ganhava vaga para as quartas. Em 1997, após um triangular preliminar que classificava os dois primeiros, houve uma fase de grupos, formados por quatro clubes cada um, que dava acesso às semifinais aos primeiros colocados (demais estavam eliminados). Com a inclusão do Vasco, a última edição contou, assim como as duas anteriores, com 17 times.
Visando diminuir o número de participantes, criou-se um "rebaixamento" que, conforme a Placar, tratava-se de uma "lista de espera" a ser acionada caso algum clube desistisse da disputa. Em 1996, o Argentino Juniors foi o terceiro do triangular, não jogando no ano seguinte. Em 1997, Boca Juniors, Racing, Vélez Sarsfield e Grêmio, quartos colocados, seriam os afetados pela regra, mas a penalidade nunca foi colocada em prática, em razão do fim do certame.
Em 1992 e 1995 foi realizada a Copa Master da Supercopa, que visava reunir todos os vencedores da Supercopa, o que foi atingido na primeira edição (quatros times), enquanto a segunda foi disputada por apenas dois dos seis campeões de então; Boca Juniors (1992) e Cruzeiro (1995) foram os campeões. Rendia vaga ainda na Copa de Ouro Nicolás Leoz (torneio jogado em 1993, 1995 e 1996, pelos campeões continentais da temporada passada), embora esta presença tenha sido dispensada pelo Independiente (vencedor da Supercopa de 1994 e 1995) em 1995 e 1996, apenas neste último caso com substituição pelo vice (o Flamengo, o qual viria a ser campeão da Copa de Ouro de 1996).
Em 2019, o presidente da CONMEBOL, Alejandro Domínguez, afirmou a possibilidade de recriar a Supercopa em 2020, para classificar seu campeão e vice ao Mundial de Clubes de 2021, que seria a primeira edição do torneio quadrienal da FIFA. A estreia do "Super Mundial" acabou adiada para 2025, tendo a CONMEBOL 6 vagas (dentre as 32), as quais são definidas por título da Copa Libertadores ou ranking continental. Assim, a volta da Supercopa não foi mais cogitada.

## Lista de campeões
| Ano           | Final           | Final                       | Final         |
| Ano           | Vencedor        | Placar                      | Vice          |
| ------------- | --------------- | --------------------------- | ------------- |
| 1988 Detalhes | Racing          | 2 - 1 1 - 1 Agr: 3 - 2      | Cruzeiro      |
| 1989 Detalhes | Boca Juniors    | 0 - 0 Agr: 0 - 0 Pen: 5 - 3 | Independiente |
| 1990 Detalhes | Olimpia         | 3 - 0 3 - 3 Agr: 6 - 3      | Nacional      |
| 1991 Detalhes | Cruzeiro        | 0 - 2 3 - 0 Agr: 3 - 2      | River Plate   |
| 1992 Detalhes | Cruzeiro        | 4 - 0 0 - 1 Agr: 4 - 1      | Racing        |
| 1993 Detalhes | São Paulo       | 2 - 2 Agr: 4 - 4 Pen: 5 - 3 | Flamengo      |
| 1994 Detalhes | Independiente   | 1 - 1 1 - 0 Agr: 2 - 1      | Boca Juniors  |
| 1995 Detalhes | Independiente   | 2 - 0 0 - 1 Agr: 2 - 1      | Flamengo      |
| 1996 Detalhes | Vélez Sársfield | 1 - 0 2 - 0 Agr: 3 - 0      | Cruzeiro      |
| 1997 Detalhes | River Plate     | 0 - 0 2 - 1 Agr: 2 - 1      | São Paulo     |

## Títulos por equipe
| Clube           | País      | Títulos         | Vices           | Aproveitamento em finais |
| --------------- | --------- | --------------- | --------------- | ------------------------ |
| Cruzeiro        | Brasil    | 2 (1991 e 1992) | 2 (1988 e 1996) | 50%                      |
| Independiente   | Argentina | 2 (1994 e 1995) | 1 (1989)        | 66,6%                    |
| Racing          | Argentina | 1 (1988)        | 1 (1992)        | 50%                      |
| Boca Juniors    | Argentina | 1 (1989)        | 1 (1994)        | 50%                      |
| River Plate     | Argentina | 1 (1997)        | 1 (1991)        | 50%                      |
| São Paulo       | Brasil    | 1 (1993)        | 1 (1997)        | 50%                      |
| Olimpia         | Paraguai  | 1 (1990)        | 0               | 100%                     |
| Vélez Sarsfield | Argentina | 1 (1996)        | 0               | 100%                     |

## Títulos por país
| País      | Títulos | Vices | Aproveitamento em finais |
| --------- | ------- | ----- | ------------------------ |
| Argentina | 6       | 4     | 60%                      |
| Brasil    | 3       | 5     | 37,5%                    |
| Paraguai  | 1       | 0     | 100%                     |
| Uruguai   | 0       | 1     | 0%                       |

## Artilheiros

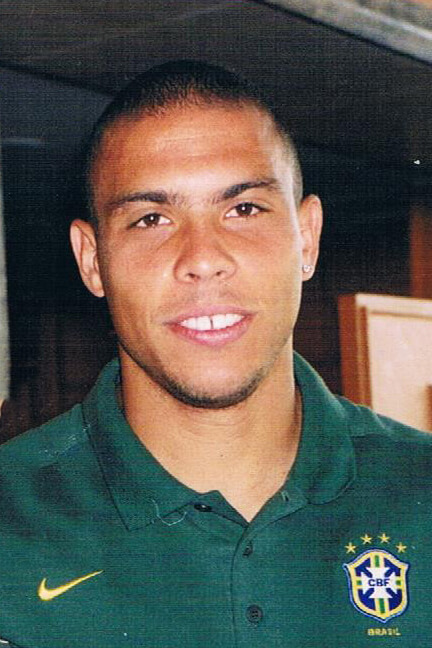
O brasileiro Ronaldo Fenômeno (aqui em foto de 2002) é, ao lado do chileno Ivo Basay, o maior artilheiro em uma única edição da Supercopa Sul-Americana, com 8 gols marcados na edição de 1993

| Ano  | Artilheiro                                        | Clube                                              | Gols |
| ---- | ------------------------------------------------- | -------------------------------------------------- | ---- |
| 1988 | Antonio Alzamendi Sergio Oliveira                 | River Plate Nacional                               | 4    |
| 1989 | Mauro Airez Rubén Insúa John Jairo Trellez        | Argentinos Juniors Independiente Atlético Nacional | 3    |
| 1990 | Raúl Amarilla                                     | Olimpia                                            | 7    |
| 1991 | Juan José Borrelli Charles Gaúcho Sergio Martínez | River Plate Cruzeiro Flamengo Peñarol              | 3    |
| 1992 | Renato Gaúcho                                     | Cruzeiro                                           | 7    |
| 1993 | Ronaldo                                           | Cruzeiro                                           | 8    |
| 1994 | Sebastián Rambert                                 | Independiente                                      | 5    |
| 1995 | Enzo Francescoli                                  | River Plate                                        | 7    |
| 1996 | Patricio Camps                                    | Vélez Sársfield                                    | 4    |
| 1997 | Ivo Basay                                         | Colo-Colo                                          | 8    |

## Competições semelhantes
Em 1968, disputou-se a primeira edição da Recopa dos Campeões Intercontinentais, contando com todos os sul-americanos campeões da Copa Intercontinental até 1967, Santos, Racing e Peñarol, além do Inter de Milão. No ano seguinte, na segunda e última edição, foi agregado o Estudiantes; jogaram apenas sul-americanos. Assim, o torneio contou com 4 dos 5 campeões de então da Copa Libertadores, ausente apenas o Independiente, que só viria a ser campeão mundial na década de 1970.
No Brasil, foi disputada de 1995 a 1997 a Copa dos Campeões Mundiais, que reunia os 4 campeões mundiais brasileiros da época: Flamengo, Grêmio, São Paulo e Santos. O único brasileiro ganhador da Copa Libertadores à época que não jogou a CCM foi o Cruzeiro.
A Copa Master da CONMEBOL e a Copa Master da Supercopa também possuíam como critério a lista de clubes campeões de uma competição. A primeira, considerava o rol dos campeões da Copa CONMEBOL, a segunda, o da Supercopa Libertadores.

## Ligação externa
- Todas as edições da Supercopa Libertadores